# بی‌بی زلیخائی
بی‌بی زلیخائی، روستایی واقع در دهستان طیبی گرمسیری جنوبی از توابع بخش مرکزی شهرستان کهگیلویه در استان کهگیلویه و بویراحمد ایران است

## جمعیت
این روستا در دهستان طیبی گرمسیری جنوبی قرار دارد و براساس سرشماری مرکز آمار ایران در سال ۱۳۸۵، جمعیت آن ۲۳۷ نفر (۳۵خانوار) بوده‌است.